# American Basketball Association 1974-1975
La stagione della American Basketball Association 1974-1975 fu l'ottava edizione del campionato ABA. I campioni furono i Kentucky Colonels, che sconfissero in finale gli Indiana Pacers.

## Squadre partecipanti
- Denver Nuggets
- Indiana Pacers
- Kentucky Colonels
- Memphis Sounds
- N.Y. Nets

- San Antonio Spurs
- San Diego Conq.
- Spirits of St. Louis
- Utah Stars
- Virginia Squires

## Classifica finale
Eastern Division
| Squadra              | V  | P  | %    | GB |
| -------------------- | -- | -- | ---- | -- |
| Kentucky Colonels    | 58 | 26 | 69,0 | -  |
| New York Nets        | 58 | 26 | 69,0 | -  |
| Spirits of St. Louis | 32 | 52 | 38,1 | 26 |
| Memphis Sounds       | 27 | 57 | 32,1 | 31 |
| Virginia Squires     | 15 | 69 | 17,9 | 43 |

Western Division
| Squadra                 | V  | P  | %    | GB |
| ----------------------- | -- | -- | ---- | -- |
| Denver Nuggets          | 65 | 19 | 77,4 | -  |
| San Antonio Spurs       | 51 | 33 | 60,7 | 14 |
| Indiana Pacers          | 45 | 39 | 53,6 | 20 |
| Utah Stars              | 38 | 46 | 45,2 | 27 |
| San Diego Conquistadors | 31 | 53 | 36,9 | 34 |

## Vincitore
| Campione ABA 1974-1975        |
| ----------------------------- |
| Kentucky Colonels (1º titolo) |

## Statistiche
| Categoria             | Giocatore       | Squadra                 | Stat |
| --------------------- | --------------- | ----------------------- | ---- |
| Punti per gara        | George McGinnis | Indiana Pacers          | 29,8 |
| Rimbalzi per gara     | Swen Nater      | San Antonio Spurs       | 16,4 |
| Assist per gara       | Mack Calvin     | Denver Nuggets          | 7,7  |
| Palle rubate per gara | Brian Taylor    | New York Nets           | 2,8  |
| Stoppate per gara     | Caldwell Jones  | San Diego Conquistadors | 3,2  |
| FG%                   | Bobby Jones     | Denver Nuggets          | 60,4 |
| FT%                   | Mack Calvin     | Denver Nuggets          | 89,6 |
| 3FG%                  | Billy Shepherd  | Memphis Sounds          | 42,0 |

## Premi ABA
- ABA Most Valuable Player Award: Julius Erving, New York Nets e George McGinnis, Indiana Pacers
- ABA Rookie of the Year Award: Marvin Barnes, Spirits of St. Louis
- ABA Coach of the Year Award: Larry Brown, Denver Nuggets
- ABA Playoffs Most Valuable Player: Artis Gilmore, Kentucky Colonels
- All-ABA First Team:
  - George McGinnis, Indiana Pacers
  - Julius Erving, New York Nets
  - Artis Gilmore, Kentucky Colonels
  - Ron Boone, Utah Stars
  - Mack Calvin, Denver Nuggets
- All-ABA Second Team:
  - Marvin Barnes, Spirits of St. Louis
  - George Gervin, San Antonio Spurs
  - Swen Nater, San Antonio Spurs
  - James Silas, San Antonio Spurs
  - Brian Taylor, New York Nets
- All-Defensive Team:
  - Wil Jones, Kentucky Colonels
  - Bobby Jones, Denver Nuggets
  - Artis Gilmore, Kentucky Colonels
  - Don Buse, Indiana Pacers
  - Brian Taylor, New York Nets
- All-Rookie Team:
  - Bobby Jones, Denver Nuggets
  - Marvin Barnes, Spirits of St. Louis
  - Moses Malone, Utah Stars
  - Gus Gerard, Spirits of St. Louis
  - Billy Knight, Indiana Pacers